# Erysimum
- Commons
- Wikispecies

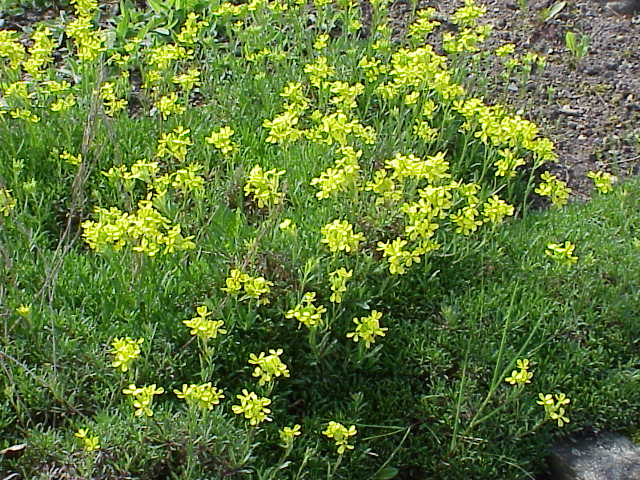
Erysimum helveticum

Erysimum L. (vernacular, erísimo) é um género botânico pertencente à família Brassicaceae.

## Sinonímia
- Cheiranthus L.
- Dichroanthus Webb et Berthel.

## Espécies
| - Erysimum albescens - Erysimum ammophilum - Erysimum angustatum - Erysimum arenicola - Erysimum asperum - Erysimum aucherianum - Erysimum baeticum - Erysimum capitatum - Erysimum cheiranthoides - Erysimum cheiri - Erysimum corinthium - Erysimum crassicaule - Erysimum crassipes - Erysimum creticum - Erysimum cuspidatum - Erysimum diffusum - Erysimum duriaei - Erysimum durum - Erysimum favargeri - Erysimum franciscanum - Erysimum gomez-campoi - Erysimum graecum - Erysimum gramineum - Erysimum helveticum - Erysimum heritieri - Erysimum hieracilifolium - Erysimum humile | - Erysimum incanum - Erysimum inconspicuum - Erysimum insulare - Erysimum kykkoticum - Erysimum linifolium - Erysimum menziesii - Erysimum metlesicsii - Erysimum myriophyllum - Erysimum myriophyllum - Erysimum nevadense - Erysimum occidentale - Erysimum ochroleucum - Erysimum odoratum - Erysimum olympicum - Erysimum pallasii - Erysimum penyalarense - Erysimum perofskianum - Erysimum pulchellum - Erysimum raulinii - Erysimum repandum - Erysimum scabrum - Erysimum scoparium - Erysimum semperflorens - Erysimum senoneri - Erysimum smyrnaeum - Erysimum sylvestre - Erysimum teretifolium |

- Lista completa

## Classificação do gênero
| Sistema | Classificação                        | Referência               |
| ------- | ------------------------------------ | ------------------------ |
| Linné   | Classe Tetradynamia, ordem Siliquosa | Species plantarum (1753) |